# Sitoo
Sitoo AB är ett  svenskt molntjänstbolag med huvudkontor i Stockholm. Sitoo digitaliserar detaljhandeln genom att erbjuda ett molnbaserat kassasystem om kan integreras mot andra mjukvaror och molntjänster. Sitoo är en abonnemangsbaserad molntjänst som vänder sig till såväl enskilda butiker som butikskedjor. 

## Historia
Sitoo grundades 2004 av Jens Levin, Michael Öhman Meurlinger och Jörgen Andersson under namnet Effective Studios N59 AB. I samband med grundandet lanserades den första programvaran Site Studio som idag har över 100.000 nedladdningar på Download.com. På Internetworlds lista av Sveriges hetaste nätentreprenörer 2006 kom Sitoos grundare på tionde plats.